# Scott Evans (attore)
Scott Evans (Sudbury, 21 settembre 1983) è un attore statunitense, conosciuto principalmente per il ruolo del poliziotto Oliver Fish nella soap opera Una vita da vivere mandata in onda dalla ABC.

## Biografia
Cresciuto a Sudbury nel Massachusetts, Scott è figlio del dentista Bob Evans e della ballerina Lisa Capuano, metà italiana e metà irlandese, la quale interpreta sua madre nella soap opera Una vita da vivere. Ha due sorelle, Carly e Shanna, e un fratello più grande, l'attore Chris Evans. Ha studiato teatro all'università di New York. È anche nipote del politico Mike Capuano.
Evans è omosessuale.

### Carriera
Ha iniziato a recitare nel ruolo del poliziotto Oliver Fish nella soap opera Una vita da vivere dal 15 gennaio 2008. Ha ottenuto un ruolo in alcuni episodi della soap opera Sentieri nei panni di Trey nello stesso anno e ha recitato nel ruolo di Woody Sage nella puntata Affari di cuore del 22 giugno 2008 della serie Law & Order: Criminal Intent. Scott ha anche recitato nel ruolo di Chad nel film I Love Shopping.
Nel luglio 2009, il suo personaggio, Oliver Fish, ha intrecciato una relazione con un altro uomo chiamato Kyle Lewis, i cui panni sono vestiti da Brett Claywell. Il pilot ha riscontrato un maggior impatto quando l'attrice Patricia Mauceri, che ha recitato nella soap opera dal 1995, è stata licenziata in seguito al suo rifiuto di recitare una parte che fosse consenziente a questa relazione a causa delle sue personali obiezioni religiose.

## Filmografia

### Cinema
- Amabili resti (The Lovely Bones), regia di Peter Jackson (2009)
- I Love Shopping (Confessions of a Shopaholic), regia di P. J. Hogan (2009)
- Before We Go, regia di Chris Evans (2014)
- Comportamenti molto... cattivi (Behaving Badly), regia di Tim Garrick (2014)
- Playing It Cool, regia di Justin Reardon (2014)
- Close Range - Vi ucciderà tutti (Close Range), regia di Isaac Florentine (2015)
- Lily and Kat, regia di Micael Preysler (2015)
- Southbound, regia di Van Manson - cortometraggio (2016)
- Badlands of Kain, regia di Andy Palmer (2016)
- Madhouse Mecca, regia di Leonardo Warner (2018)
- Sell By, regia di Mike Doyle (2019)
- Barbie, regia di Greta Gerwig (2023)

### Televisione
- Una vita da vivere (One Life to Live) - soap opera, 137 episodi (2008-2010)
- Sentieri (Guiding Light) - soap opera (2008)
- Fringe - serie TV, episodio 1x06 (2008)
- Law & Order: Criminal Intent - serie TV, episodi 7x13 e 10x05 (2008-2011)
- Law & Order - I due volti della giustizia (Law & Order) - serie TV, episodio 20x13 (2010)
- Rubicon - serie TV, episodio 1x12 (2010)
- White Collar - serie TV, episodio 4x10 e 4x11 (2012-2013)
- Ossessione cieca (In the Dark), regia di Richard Gabai - film TV (2013)
- Looking - serie TV, episodio 1x07 (2014)
- Hit the Floor - serie TV, episodio 2x09 (2014)
- Io so dove è Lizzie (I Know Where Lizzie Is), regia di Darin Scott - film TV (2016)
- Daytime Divas - serie TV, 4 episodi (2017)
- Grace and Frankie - serie TV, 8 episodi (2018-2019)

## Doppiatori italiani
Nelle versioni in italiano delle opere in cui ha recitato, Scott Evans è stato doppiato da:
- Carlo Scipioni in Fringe
- Lorenzo Scattorin in Law & Order: Criminal Intent (ep. 10x05)
- Francesco Bulckaen in White Collar
- Andrea Checchi in Barbie
- Federico Zanandrea in Running Point